# Чистый Дор
Чистый Дор — село в Кирилловском районе Вологодской области.
Входит в состав Коварзинского сельского поселения, с точки зрения административно-территориального деления — в Коварзинский сельсовет.
Находится в 4 км от трассы Р-5 (Вологда — Вытегра). Расстояние по автодороге до районного центра Кириллова — 61 км, до центра муниципального образования Коварзино — 25 км. Ближайшие населённые пункты — Пехтач, Пономарево, Еремеево.
По переписи 2002 года население — 26 человек (13 мужчин, 13 женщин). Всё население — русские.
Название «дор» означает участок в лесу (бору), расчищенный под поле
Село упоминается в одноименном сборнике рассказов писателя Юрия Коваля.

## Достопримечательности
Деревянная церковь Святого Николая Чудотворца (1767). В XIX в. своего причта не имела, была приписана к Иткольскому приходу. В 30х годах XX века службы были прекращены, внутри устроен склад. Несмотря на это, церковь неплохо сохранилась, и в настоящий момент реставрируется на добровольных началах.

## Галерея

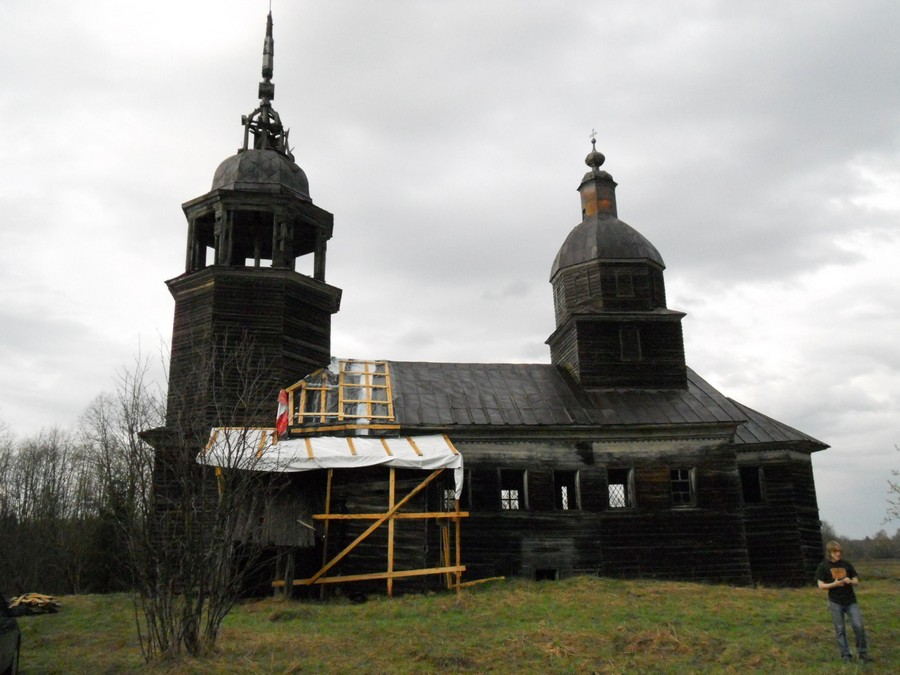
Реставрируемая Никольская церковь
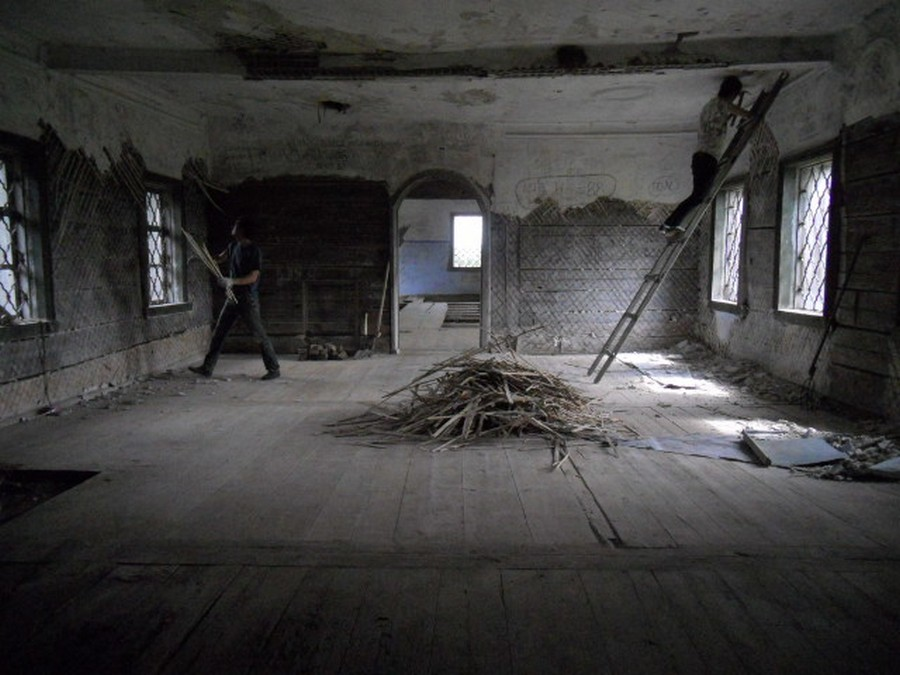
Внутри реставрируемой церкви
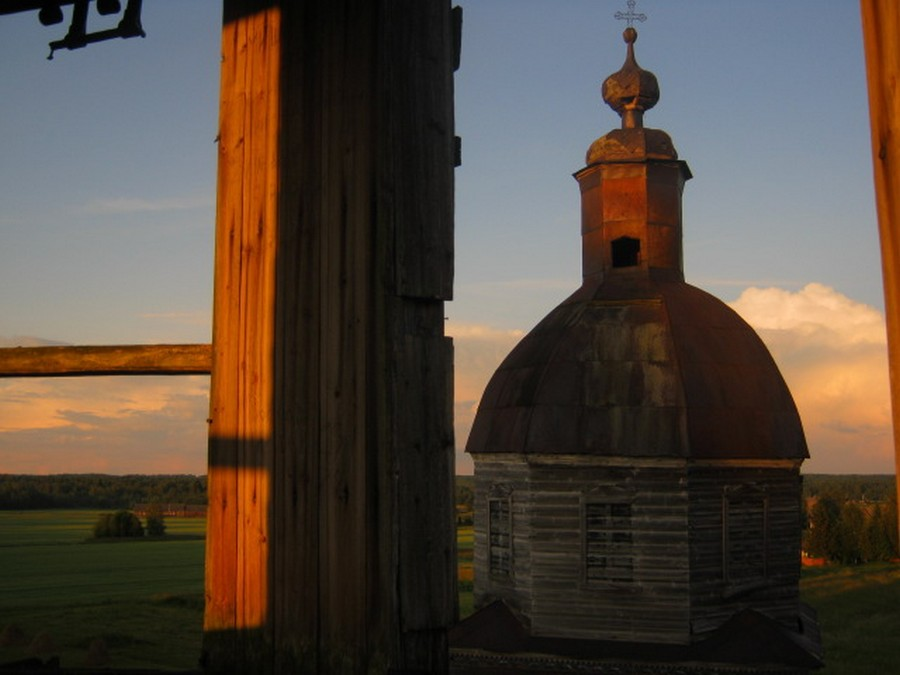
Купол Никольской церкви